# 生物色素

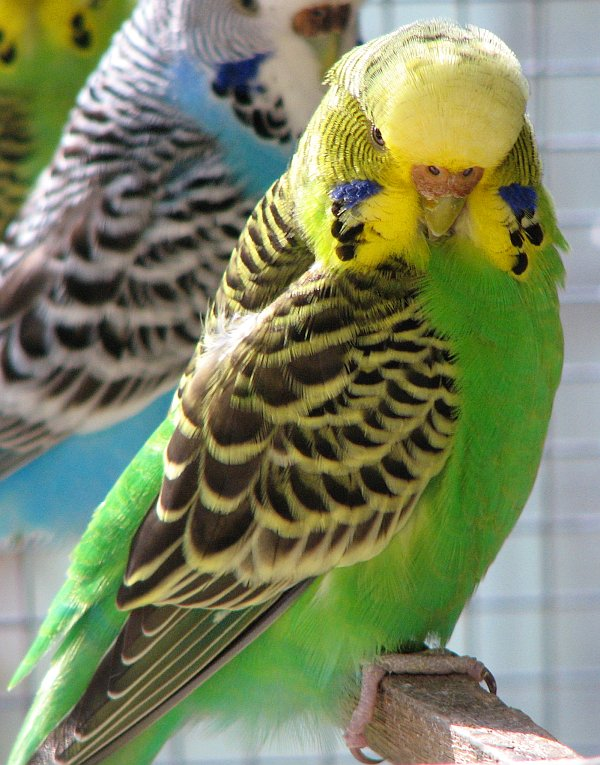
セキセイインコは黄色をサイタコファルビン色素から、緑色を同じ黄色の色素と青色の構造色から得ている。後ろに止まっている青と白の鳥は黄色の色素を欠いている。両方の鳥の黒い斑点は黒い色素であるユーメラニンによるものである。

生物色素または生体色素（英語:biological pigment, pigment, biochrome）は、生物によって産生される物質で、選択的な吸光によって色を呈するものを指す。植物色素や花色素がある。皮膚、目、羽毛、毛皮、毛などの多くの生体構造は色素胞と呼ばれる特殊な細胞にメラニンなどの色素を含んでいる。一部の種では、色素は個体の寿命の非常に長い期間にわたり蓄積される。
色素色はどの角度から見ても同じ色を呈するという点で構造色とは異なる。構造色は普通は多層構造による選択的な反射や玉虫色光沢によって色を呈するものである。例えば、チョウの羽は典型的には構造色によって色を呈するが、多くのチョウには色素を含む細胞も存在している。

## 生物色素
これらの分子が色素を持つ原因となる電子結合化学については共役系を参照。
- ヘム/ポルフィリンベース: クロロフィル、ビリルビン、ヘモシアニン、ヘモグロビン、ミオグロビン
- 発光: ルシフェリン
- カロテノイド:
  - ヘマトクロム（英語版）（藻類の色素、カロテノイドとその誘導体の混合物）
  - カロテン: アルファカロテンとベータカロテン、リコピン、ロドプシン
  - キサントフィル: カンタキサンチン、ゼアキサンチン、ルテイン
- タンパク性: フィトクロム、フィコビリタンパク質（英語版）
- サイタコファルビン（英語版）: オウムに特有の赤と黄色の色素のクラス
- ツラシン（英語版）やツラコバジン（英語版）: エボシドリ科やその関連種に見られる赤と緑の色素
- 他: メラニン、ウロクロム、フラボノイド

## 植物の色素

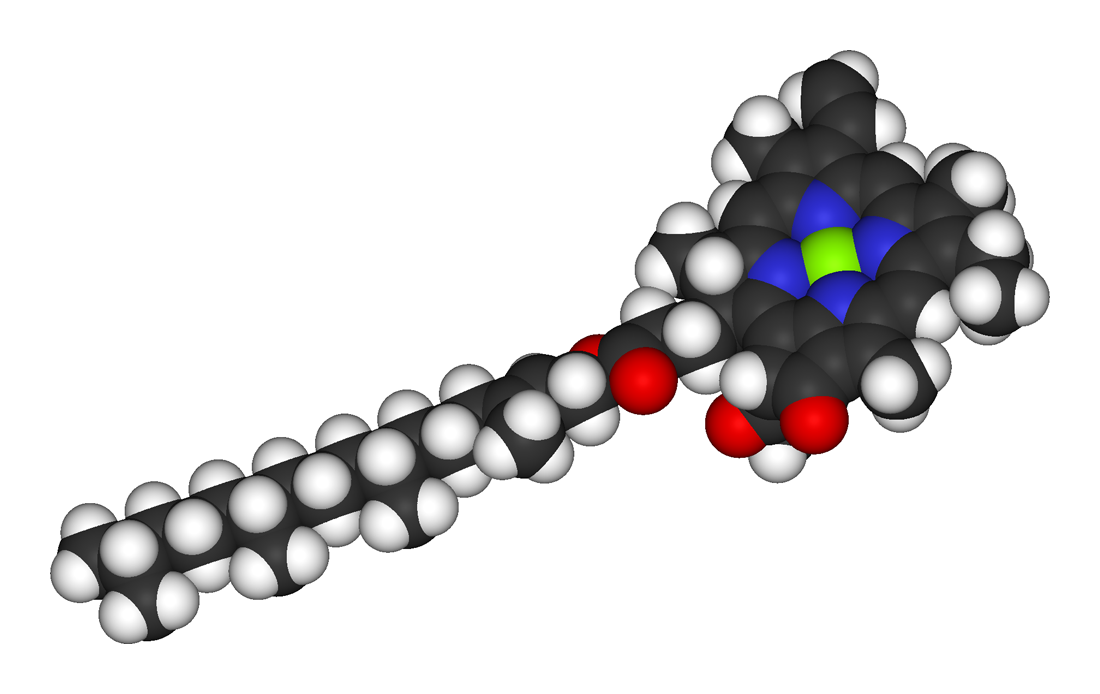
クロロフィル分子の空間充填モデル

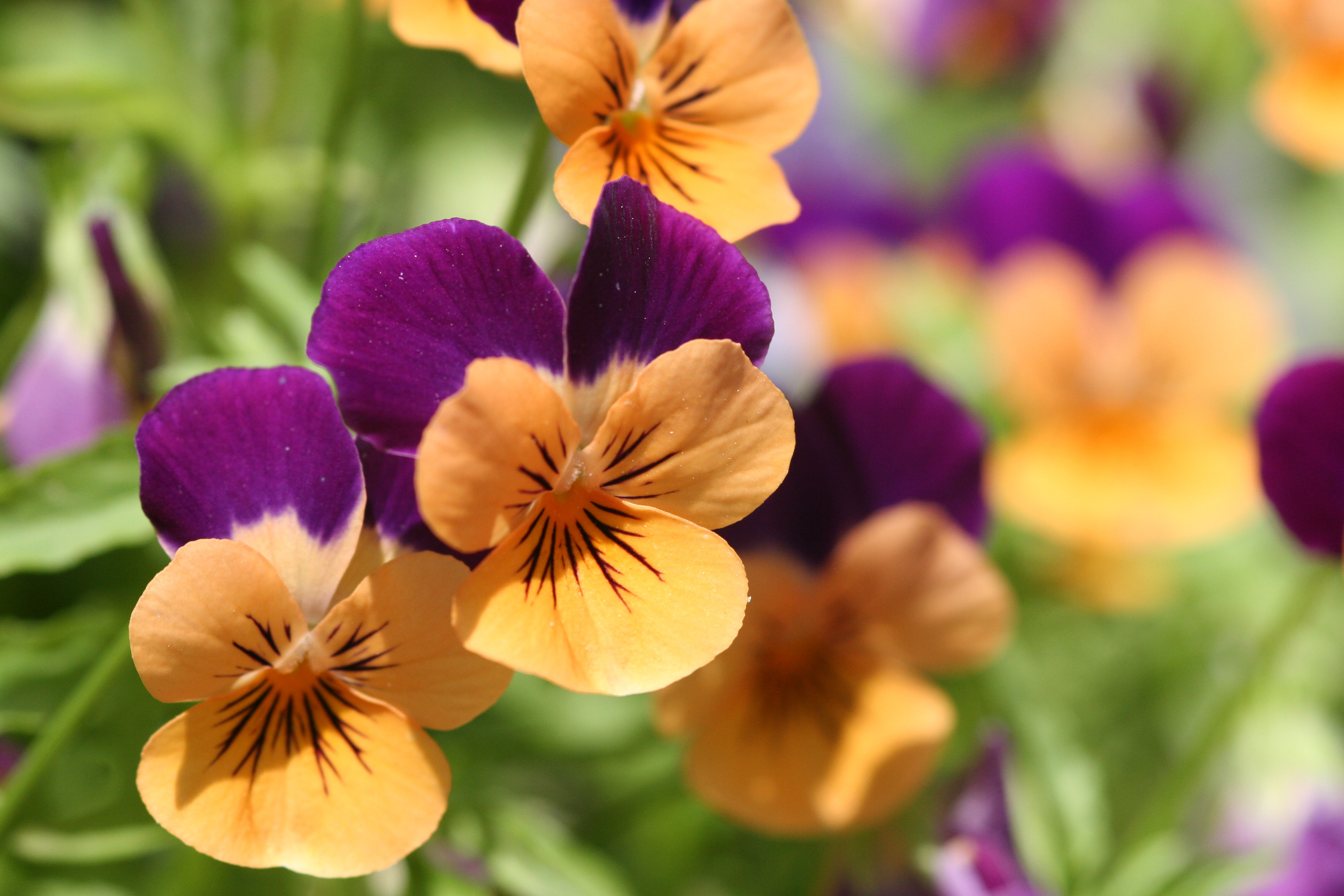
アントシアニンはこれらのパンジーを紫に着色する。

植物の色素の主な機能は光合成であり、できるだけ多くの光エネルギーを吸収するために、クロロフィルやいくつかの多彩な色素が使用される。色素は受粉においても役に立つことが知られており、色素の蓄積または喪失により花の色が変化し、花粉媒介者に対して花に価値があり多くの花粉や花蜜を含むことを知らせることができる。
植物の色素にはポルフィリン、カロテノイド、アントシアニン、ベタレインなど多くの分子が含まれる。すべての生物色素は特定の波長の光を選択的に吸収し、他の波長の光を反射する。
主な色素
- クロロフィルは植物の主要な色素である。緑を反射し黄色と青の波長の光を吸収するクロリンである。植物にその緑色を与えるのはクロロフィルの存在と相対的な量である。すべての陸上植物と緑藻はこの色素の2つの形態、クロロフィルaとクロロフィルbを持っている。ケルプ、珪藻、その他の光合成不等毛類はクロロフィルbではなくクロロフィルcを持つが、紅藻はクロロフィルaのみを含む。すべてのクロロフィルは植物が光合成を促進する目的で光を捕らえるために使用する主な手段として機能する。
- カロテノイドは赤、橙、黄色を呈するテトラテルペンである。光合成の過程で集光（補助色素（英語版）として）、光防護（英語版）（非光化学的消光（英語版）によるエネルギー散逸、及び光酸化的損傷を防ぐための一重項酸素除去）で機能し、タンパク質の構造的要素としても機能する。高等植物では植物ホルモンのアブシジン酸の前駆体としても機能する。

植物は一般的に6つの普遍的なカロテノイド、ネオキサンチン、ビオラキサンチン、アンテラキサンチン、ゼアキサンチン、ルテイン、β-カロテンを含む。ルテインは果物や野菜に見られる黄色の色素で植物に最も豊富なカロテノイドである。リコピンはトマトの色の原因となる赤い色素である。植物のカロテノイドであまり一般的ではないものにはルテインエポキシド（多くの木本植物）、ラクタキサンチン（レタスに含まれる）、アルファカロテン（ニンジンに含まれる）などがある。シアノバクテリアにはカンタキサンチン、ミクソキサントフィル、シネコキサンチン、エキネノンなど他の多くのカロテノイドが存在する。渦鞭毛藻類などの藻類の光栄養生物は集光色素としてペリジニンを使用する。カロテノイドは光合成反応中心や集光性複合体などのクロロフィル結合タンパク質内で複合体を形成するが、これらはシアノバクテリアのオレンジカロテノイドタンパク質などの専用カロテノイドタンパク質内でも見られる。
- アントシアニン（「花の青」を意味する）はpHによって赤色から青色を呈する水溶性フラボノイド色素である。高等植物の全ての組織で生じ、葉、茎、根、花、および果実に色をもたらすが、必ずしも目立つほど十分な量であるわけではない。アントシアニンは多くの種の花の花びらで最もよく目に見える[5]。

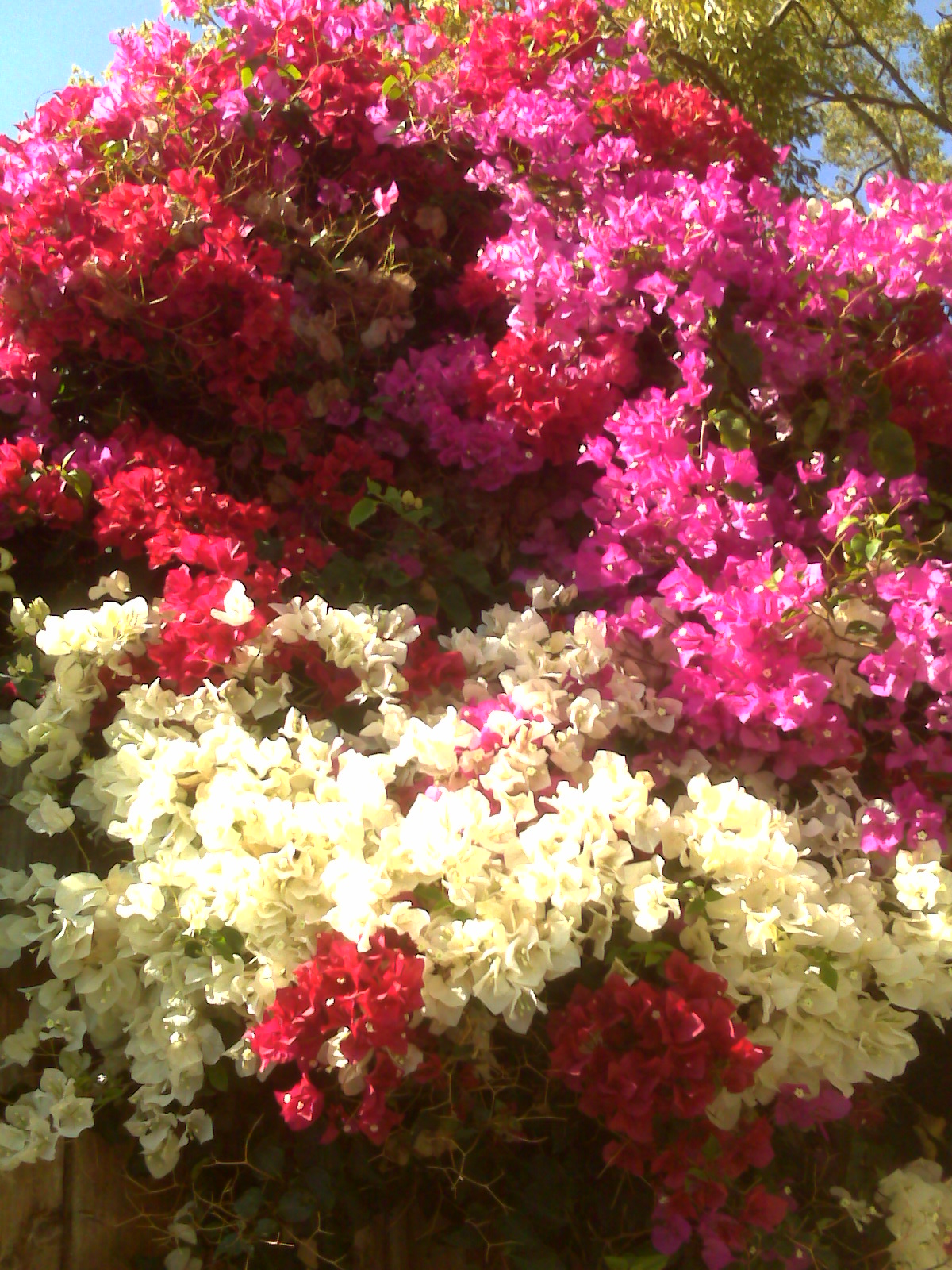
ブーゲンビリアの苞葉の色はベタレインによるものである。

- ベタレインは赤または黄の色素である。アントシアニンと同様に水溶性であるが、アントシアニンと異なりチロシンから合成される。この種類の色素はナデシコ目（サボテンやアマランサスを含む）にのみ存在し、アントシアニンとともに植物に存在することはない[5]。ベタレインはビートの深紅の原因である。

植物の着色が特に顕著に見られるのは紅葉時である。紅葉は落葉樹や低木の通常は緑色の葉に影響を与える現象で、秋の数週間の間に赤、黄、紫、茶など様々な色となる。クロロフィルは非蛍光クロロフィルカタボライト(NCC)として知られる無色のテトラピロールに分解される。優勢であったクロロフィルが分解されることで、黄色のキサントフィルと橙色のベータカロテンという隠れていた色素による色が表出する。これらの色素は一年中存在するが、赤の色素であるアントシアニンはクロロフィルの約半分が分解された後にde novoに合成される。集光複合体の分解により放出されたアミノ酸は冬の間、根、枝、茎、幹に貯蔵され、翌年の春に再び葉を出す際に再利用される。

## 動物の色素
着色は多くの動物によりカモフラージュ、擬態、警告色などの手段で保護のために利用される。魚類、両生類、頭足類など一部の動物は背景に合わせて変化するカモフラージュのために色素胞を利用している。
着色は求愛行動や繁殖行動などで動物間のシグナル伝達に利用されている。例えば頭足類の中には色素胞を利用して意思疎通するものもいる。
光色素ロドプシンは光の知覚の第一段階として光をとらえる。
メラニンのような皮膚色素は紫外線による日焼けから組織を保護することがある。
しかし、動物の生物色素の中には血液中で酸素運搬を助けるヘム基のように偶然の結果として色がついているものもある。これらの色は保護機能やシグナル伝達機能を持っていない。

### 疾患や状態
着色を伴う様々な疾患や異常状態がヒトや動物にあり、色素形成や色素細胞の欠落や喪失または色素の過剰産生によるものである。
- アルビニズム（白化症）は全部もしくは一部のメラニンが失われることを特徴とする遺伝性異常である。アルビニズムを患うヒトや動物は「アルビニスティック」と呼ばれる（「アルビノ」という用語が使われることもあるがヒトに適用することを不快に思う人もいる）。
- 層状魚鱗癬（英語版）("fish scale disease"とも)はメラニンの過剰産生が1つの症状となる遺伝性状態である。皮膚が通常よりも黒く、薄黒くうろこ状で乾燥した斑点が特徴的である。
- 肝斑はホルモン変化の影響を受けて顔に濃い茶色の色素斑が現れる状態のこと。妊娠中に発症したものを妊娠顔貌や妊娠性肝斑といい、英語ではthe mask of pregnancyという。.
- 眼色素沈着(ocular pigmentation)は眼の色素の蓄積であり、ラタノプロストの投薬により引き起こされることがある.[11]。
- 尋常性白斑は皮膚の一部分でメラニン細胞と呼ばれる色素生産細胞が失われた状態のことである。

### 海洋動物の色素

#### カロテノイドとカロチノタンパク質
カロテノイドは自然界で発見されている最も一般的な色素群である。600種類以上のカロテノイドが動物、植物、微生物で見つかっている。
動物は自分でカロテノイドを作ることができないため、これらの色素は植物に依存している。カロチノタンパク質は特に海洋生物では一般的である。これらの複合体は、これらの海洋無脊椎動物の交配行動やカモフラージュの際の様々な色（赤、紫、青、緑など）を担っている。カロチノタンパク質には主に2つのタイプ、タイプAとタイプBがある。タイプAは単純なタンパク質（糖タンパク質）と化学量論的に結合したカロテノイド（クロモゲン）を持ち、タイプBはリポタンパク質と結合したカロテノイドを持ち、普通はあまり安定しない。タイプAは海洋無脊椎動物の表面（貝殻や皮膚）に多く含まれているのに対し、タイプBは通常、卵、卵巣、血液中に含まれている。これらのカロチノタンパク質複合体の色や特徴的な吸収は、クロモゲンとタンパク質サブユニットの化学結合に基づいたものである。
例えば、青色のカロチノタンパク質linckiacyaninは1つの複合体あたり約100-200のカロテノイド分子を持っている。また、これらの色素-タンパク質複合体の機能により化学構造も変化する。カロチノタンパク質は光合成構造の中にあるものがより一般的ではあるが、より複雑でもある。光合成系の外部の色素-タンパク質複合体は一般的ではないものの、より単純な構造をしている。例えば、クラゲのVelella velellaにはこうした青色のアスタキサンチン-タンパク質は2つしかないが、1つの複合体あたり約100個のカロテノイドしか含まれていない。
動物で一般的なカロテノイドはアスタキサンチンであり、紫青や緑の色素が生じる。アスタキサンチンの色はタンパク質と特定の順番で複合体を作ることで形成される。例えば、クルストクリン(crustochrin)には約20個のアスタキサンチン分子がタンパク質と結合している。この複合体が励起子-励起子相互作用により相互作用すると吸光度の最大値が下がり異なる色の色素に変化する。
ロブスターでは様々なタイプのアスタキサンチン-タンパク質複合体が存在する。1つ目はクルスタシアニン（最大吸収波長 632 nm）でありロブスターの甲羅に見られるスレートブルーの色素である。2つ目はクルストクリン(409 nm)で甲羅の外層に見られる黄色の色素である。最後にリポ糖タンパク質とオボベルジン(ovoverdin)は通常甲羅の外層とロブスターの卵に存在する鮮やかな緑色の色素を形成している。

#### テトラピロール
テトラピロールは次に一般的な色素群である。テトラピロールは4つのピロール環を持ち各環はC4H4NHで構成される。主な役割は生物学的酸化過程の連結である。電子伝達に大きな役割を果たし、多くの酵素の代わりとして機能している。海洋生物の組織の着色という役割もしている。

#### メラニン
メラニンは海洋動物の暗色、茶色、黄/赤系統の色を担う色素として働く、さまざまな構造を持つ化合物のクラスである。アミノ酸のチロシンから変換されたメラニンは、皮膚、毛髪、目に存在している。フェノールの好気性酸化由来のものであり、ポリマーである。
窒素を含むものなどより小さな成分分子の集合体であることを考慮すると、メラニンにはいくつかの種類がある。色素には2つのクラスがある。チロシナーゼの存在下でチロシンを好気的に酸化することで得られる黒と茶色の不溶性のユーメラニンと、システイン及び/またはグルタチオンの介在によりユーメラニン経路が逸脱することで生じる黄色から赤褐色までのアルカリ可溶性のフェオメラニンがある。ユーメラニンは通常皮膚と目に見られる。他のメラニンとしては、メラニンタンパク質（Sepia officianalis（ヨーロッパコウイカ）の墨袋に高濃度で入っている暗褐色のメラニン）、echinoidea（タコノマクラやウニの心臓に含まれる）、holothuroidea（ナマコに見られる）、ophiuroidea（クモヒトデに見られる）がある。これらのメラニンは単純な二官能性単量体の中間体、もしくは高分子量の中間体の繰り返しカップリングから生じるポリマーである。化合物ベンゾチアゾール及びテトラヒドロイソキノリン環系は紫外線吸収化合物として作用する。

#### 生物発光
海洋生物は、化学発光の一部である生物発光と呼ばれる可視光エネルギーを発しており、深海ではこれが唯一の光源となる。これは化学エネルギーが光エネルギーに変換される化学反応である。深海動物の90%が何らかの生物発光を発していると推定されている。可視光スペクトルの大部分が深海に到達する前に吸収されることを考えると、深海動物の発光のほとんどは青色や緑色である。しかし、赤色光や赤外光を発する種も存在し、黄色の生物発光を示す種も発見されている。生物発光を行う器官はフォトフォア（photophore、発光器）という。このタイプはイカや魚類のみに存在し、その腹面を照らすために使われ、捕食者から輪郭を偽装する。色の強さを制御するためのレンズや光の強さを制御するためのレンズなど海洋動物の発光器の用途は様々であるが、イカには自身の光の強さを制御する発光器と色素胞の両方がある。クラゲが発光する光のバーストで明らかなように、生物発光のもう1つの原因はルシフェリン(photogen)で始まり発光体(photagogikon)で終わる。ルシフェリン、ルシフェラーゼ、塩、酸素が反応して結合し、発光タンパク質と呼ばれる単一ユニットを形成しており、これがCa2+などの別の分子と反応することで光を生じる。クラゲはこれを防御機構として利用しており、小型の捕食者がクラゲを食べようとしているときに光を点滅させることで、大型の捕食者をおびき寄せ小型の捕食者を追い払うことができる。また、交尾行動としても利用される。
造礁サンゴとイソギンチャクでは、光がある波長で吸収され別の波長で再放出され蛍光を発する。これらの色素は天然の日焼け止めとして機能したり、光合成を助けたり、警告色として機能したり、つがいを引き付けたり、ライバルに警告したり、捕食者を混乱させたりすることがある。

#### 色素胞
色素胞は、中枢の運動ニューロンにより直接刺激される色素を変化させる細胞である。主にカモフラージュのための迅速な環境適応に使用される。それらの皮膚の色素を変化させる過程は、高度に発達した単一の色素胞と多くの筋肉、神経、グリア、有鞘細胞に依存する。色素胞は収縮し、3つの異なる液体色素を貯蔵する小胞を含んでいる。色はそれぞれ3種類の色素細胞である赤色素胞、黒色素胞、黄色素胞により示される。赤色素胞はカロテノイドやプテリジンなど赤みを帯びた色素を含む。黒色素胞はメラニンなどの黒や茶色の色素を含む。黄色素胞はカロテノイドの形態のの黄色の色素を含む。様々な色は色素胞の異なる層の組み合わせにより作られる。これらの細胞は通常、皮膚やうろこの下にある。細胞により生成される色には2つのカテゴリ、生物色素とschematochromeがある。生物色素は、化学的に形成された微視的で天然の色素である。化学組成は光のいくつかの色を取り込み、残りの色を反射するように作られる。これとは対照的にschematochrome（構造色）は、無色の表面からの光の反射と組織による屈折により作られた色である。Schematochromeはプリズムのように振る舞い、可視光を屈折させて周囲に分散させ、最終的に特定の色の組み合わせを反射する。これらのカテゴリは色素胞内の色素の運動により決定される。生理的な色の変化は魚類に見られる短期的で速いものであり、環境の変化に対して動物が反応した結果生じるものである。これに対して形態学的な色の変化は長期的な変化であり、動物のさまざまな段階で生じ、色素胞の数の変化によるものである。色素、透明度、不透明度を変化させるために細胞は形や大きさを変えたり、外側の覆いを伸縮させたりする。

#### 光防護色素
UV-A及びUV-Bによる損傷が存在するため、海洋動物は紫外線を吸収して日焼け止めとして作用する化合物を持つように進化してきた。マイコスポリン様アミノ酸(MAA)は310-360 nmの紫外線を吸収する。また、メラニンも良く知られた紫外線防護物質である。カロテノイドと光色素はともに酸素フリーラジカルを抑制するため、間接的に光防護色素として作用する。また、青色領域の光エネルギーを吸収する光合成色素を補っている。

#### 色素の防御的役割
動物が色のパターンを使用して捕食者を警戒することは知られているが、海綿の色素は海綿を捕食する両生類の脱皮を制御する化学物質を模倣していることが観察されている。そのため、両生類がその海綿を食べるたびに化学色素がその両生類が脱皮するのを妨げ、最終的にその両生類は死んでしまう。

#### 色への環境的影響
無脊椎動物の色は、深さ、水温、食料源、流れ、地理的位置、光曝露、堆積に基づいて変化する。例えば、あるイソギンチャクのカロテノイドの量は海深が深くなると減少する。このように深い海域で生活する海洋生物はよく太陽に照らされた地域で生活している生物よりも色素が減少するため鮮やかさが少ない。ホヤと藍藻の共生するTrididemnum solidumの群体では、生活する場所の光の状況により色が異なる。完全な日光にさらされた群体はひどく石灰化し、厚く、白色である。対照的に陰になった領域で生活する群体はフィコシアニン（赤を吸収する色素）に比べてフィコエリトリン（緑を吸収する色素）が多く、薄く、紫色である。陰になった群体の紫色は主に藻類のフィコビリン色素によるものであり、これはつまり、光への当たり方の変化が群体の色を変えることを意味する。

#### 適応色
アポセマティズム(aposematism)とは、潜在的な捕食者に近寄らせないように合図するための警告色である。chromodrorid裸鰓類の多くは、海綿から放出される不快で有毒な化学物質を取り込み、忌避腺（外套膜縁周り）に蓄えている。裸鰓類の捕食者はその鮮やかな色のパターンを基にして特定の裸鰓類を避けるように学習している。獲物となる生物も様々な有機化合物や無機化合物からなる有毒化合物により身を守っている。

#### 生理活性
海洋生物の色素は防御の役割以外にもいくつかの異なる目的を持っている。一部の色素は紫外線から防御することが知られている（光防護色素参照）。裸鰓類のアカフチリュウグウウミウシ(Nembrotha Kubaryana)において、テトラピロール色素13が有効な抗菌剤であることが分かっている。また、この動物においてtamjamines A, B, C, E, Fは抗菌、抗腫瘍、免疫抑制活性を示す。
セスキテルペノイドは青や紫色をしていると認識されているが、抗菌、免疫規制、細胞毒性など様々な生理活性を示すことや、受精したウニやホヤの卵の細胞分裂を抑制する活性なども報告されている。他にもいくつかの色素が細胞毒性であることが示されている。実際、Phakellia stellidermaと呼ばれる海綿から分離される2つの新たなカロテノイドは、マウス白血球細胞に対して弱い細胞毒性を示した。医学的に関わりのある他の色素には、スキトネミン、トプセンチン、debromohymenialdisineなどがあり、それぞれ炎症、関節リウマチ、変形性関節症の分野でいくつかのリード化合物となっている。トプセンチンは免疫原性炎症の強力なメディエーターであり、トプセンチンとスキトネミンは神経原性炎症の強力な抑制剤であることが分かっている。

## 用途
色素は抽出され染料として用いられる。
色素（アスタキサンチンやリコピンなど）は栄養補助食品（サプリメント）として利用される。